# Bertelsdorf (Coburg)

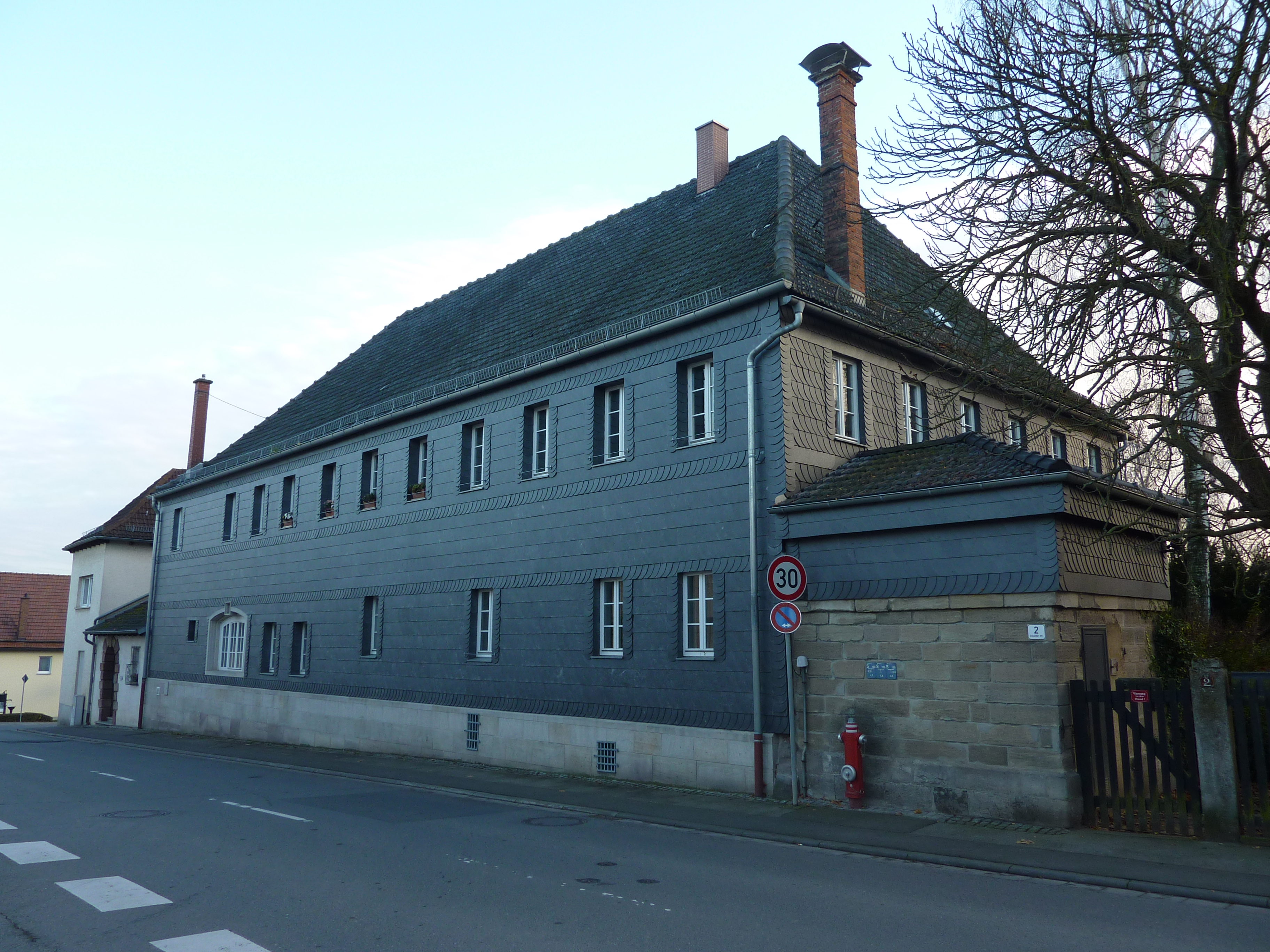
Rittergut Ehrlicher

Bertelsdorf ist ein nördlicher Stadtteil der oberfränkischen Stadt Coburg. Die im Jahr 1074 erstmals erwähnte Ortschaft umfasst eine Fläche von 4,0 km² und grenzt an die Coburger Kernstadt, die Coburger Stadtteile Beiersdorf und Neuses sowie an die Gemeinden Lautertal und Meeder.
Am 30. Juni 2010 zählte Bertelsdorf 1574 Einwohner, was eine Bevölkerungsdichte von 394 Einwohnern pro km² ergibt.

## Geschichte
Die erste urkundliche Erwähnung Bertelsdorfs wird auf das Jahr 1074 datiert. Das damalige „Berkerisdorf“, eine ländliche Siedlung, wurde als Teil einer Schenkung an die Benediktinerabtei Saalfeld in einer Bestätigungsurkunde des Kölner Erzbischofs Anno II. erwähnt. Eine Urkunde von 1149 belegt außerdem den Hof „Bertoldorf“ eines Berthold, der dem Kloster Mönchröden als Gründungsgut übertragen wurde und als späteres Rittergut Siedlungskern Bertelsdorfs ist. Das Rittergut Bertelsdorf, nach seinen späteren Eigentümern auch der „Ehrlicherische Hof“ genannt, existierte bis zum Verkauf des Anwesens 1898.
Im Dreißigjährigen Krieg verminderte sich, wie im ganzen Coburger Land insbesondere durch Hungersnöte, die Zahl der Bertelsdorfer Einwohner von 75 auf 25 und 1639 waren von 15 Häusern 11 unbewohnt. 1793 hatte das Dorf 18 Häuser, in denen 86 Einwohner lebten, die ausschließlich in der Landwirtschaft tätig waren. Im Jahr 1865 waren es 108 Einwohner in 21 Häusern.
Die Ortschaft an der Lauter hatte seit dem 13. oder 14. Jahrhundert eine durch Wasserkraft betriebene Getreidemühle, die 1865 als Ölmühle umgebaut und 1887 mit einer Märbelmühle ergänzt wurde. Seit den 1950er Jahren wird elektrischer Strom produziert. Die Versorgung mit Elektrizität durch die Überlandzentrale begann im Herbst 1922. An Stelle einer Furt und von zwei hölzernen Fußgängerstegen entstand 1860 die erste feste Querung der Lauter, eine Steinbrücke, die mit einer Öffnung das Gewässer überspannte. Das Bauwerk wurde Anfang der 1970er Jahre durch einen Neubau ersetzt. Ein erster Fernsprechanschluss wurde 1905 eingerichtet. Der Anschluss an das zentrale Wasserleitungsnetz und die Coburger Kanalisation folgte Anfang der 1970er Jahre. Am Anfang des 21. Jahrhunderts wurde Landwirtschaft noch von einer Familie betrieben.

## Klöster, Kirchen und öffentliche Einrichtungen
In Neuses wurde im Jahr 1920 eine gemeinsame Schule mit Bertelsdorf errichtet. Das Gemeindegebiet der evangelischen Pfarrkirche St. Matthäus in Neuses umfasst auch Bertelsdorf. 1962 wurde auf der Spittelleite, einem Flur der Gemeinde, die katholische Kirche St. Marien errichtet. 1967 folgte der Bau eines Kapuzinerklosters, das 1997 aufgegeben wurde.

## Gemeinde- und Einwohnerentwicklung
1868 verfügte das Herzoglich Sächsische Staatsministerium, dass sich die Gemeinde Glend mit etwa 40 Einwohnern und fünf Wahlberechtigten aufgrund zu geringer Größe einer Nachbargemeinde anzuschließen hatte. Glend entschied sich für Bertelsdorf.
Die Entwicklung der Einwohnerzahl von Bertelsdorf einschließlich Glend:
| Jahr | Einwohner |
| ---- | --------- |
| 1905 | 237       |
| 1935 | 425       |
| 1949 | 575       |
| 1961 | 525       |
| 1970 | 624       |
| 1976 | 629       |
| 2010 | 1.574     |

Nachdem noch 1971 die Bertelsdorfer Bürger bei einer Wahlbeteiligung von 81 % mit einer Mehrheit von 80 % für die weitere Selbstständigkeit gestimmt hatten, beschloss der Gemeinderat 1976 den Anschluss an Coburg. Am 1. Januar 1977 folgte die Eingemeindung mit 365 ha Fläche und 629 Einwohnern. Bertelsdorf hat den Siedlungscharakter eines Vorortes.

## Sonstiges
In Bertelsdorf hat seit 1961 das Unternehmen Kaeser Kompressoren seinen Sitz. Ein großer Verwaltungskomplex der HUK-Coburg wurde 1998 auf der Bertelsdorfer Höhe eingeweiht.